# Florence Sauval
Florence Sauval, née le 23 septembre 1964 à Besançon, est une joueuse puis entraîneuse française  de handball. Évoluant au poste d'ailière, elle était l'une des meilleures joueuses françaises des années 1980 et 1990, cumulant notamment 183 sélections en équipe de France. Depuis 2021, elle occupe le poste d'entraineuse du club féminin du Handball Clermont Auvergne Métropole 63.

## Biographie
Florence Sauval découvre le handball à 16 ans seulement. Deux ans plus tard, elle apparaît dans l'effectif 82/83 de l'ES Besançon qui vient de fusionner avec l'AS Chemaudin, promu en première division la saison précédente. En 1988, elle contribue fortement au premier titre de championne de France remporté par l'ES Besançon puisqu'elle termine quatrième meilleure marqueuse de championnat avec 103 buts marqués.
En 1992, elle rejoint l'ASPTT Metz-Marly. Elle passera deux années au club, remportant deux championnats et une coupe de France en 1994. Elle rejoint ensuite au CSL Dijon. Après deux années à Dijon (1994-1996), elle retourne à Besançon pour deux années et finir sa carrière de joueuse. Elle met un terme à sa carrière de joueuse sur un dernier titre de championne de France en 1998.
Internationale, elle porte le maillot de l'équipe de France à 183 reprises pour plus de 300 buts marqués,.
À l'issue de sa carrière de joueuse, elle entame une carrière de technicienne. En 2011, elle prend les commandes de l'équipe féminine de Besançon après avoir entraîné successivement les clubs de Pontarlier (Nationale 1), Nantes (Championne de France N1F en 2003, accession en D2F), ASUL Vaulx-en-Velin (Division 2) et Abbeville (Accessions en D2F en 2008 puis 2010). En 2014, elle rejoint l'équipe masculine de Besançon en tant qu'entraîneuse-adjointe.
Après deux saisons, son contrat avec Besançon n'est pas renouvelé et elle s'engage avec l'équipe féminine de Fleury, comme adjointe auprès du nouvel entraineur, Christophe Cassan.
En 2017, elle prend la tête du HBC Saint-Amand Porte du Hainaut. Le club termine troisième et premier club VAP du Championnat de France de D2 2017-2018 et accède en LFH. Le club est toutefois relégué après 25 défaites en 28 matchs.
En 2021, elle s'engage pour deux saisons avec le Handball Clermont Auvergne Métropole 63 en prenant les commandes de l'équipe féminine évoluant en D2.

## Palmarès de joueuse

### En club
compétitions nationales
- championne de France en 1988 (avec l'ES Besançon), 1993 et 1994 (avec l'ASPTT Metz-Marly) et 1998 (avec l'ES Besançon)
- vainqueur de la coupe de France en 1994 (avec l'ASPTT Metz-Marly)
- finaliste de la coupe de France en 1993 (avec l'ASPTT Metz-Marly)

### En équipe nationale
- Médaille d'argent aux Jeux méditerranéens de 1987 de Lattaquié
- Médaille d'argent aux Jeux méditerranéens de 1993 en Languedoc-Roussillon

## Palmarès d'entraîneuse
- championne de France de Nationale 1 en 2003 (avec Nantes LAH)
- élue Meilleure entraineuse de Division 2 en 2018 et nommée en 2020 (avec le Saint-Amand Handball)